# St-Pierre (Saint-Pierre-de-Mons)

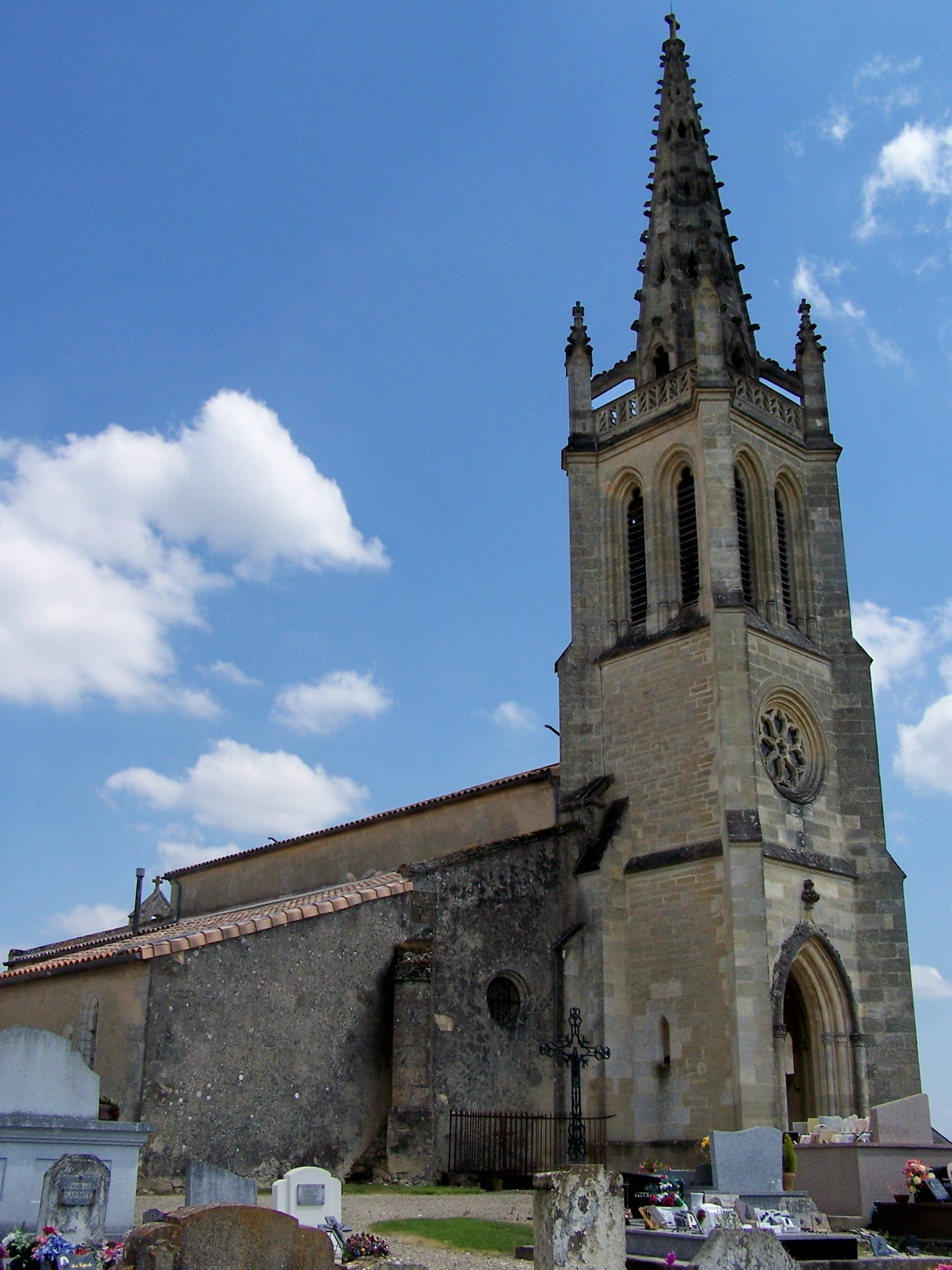
Kirche St-Pierre in Saint-Pierre-de-Mons

Die katholische Kirche St-Pierre in Saint-Pierre-de-Mons, einer französischen Gemeinde im Département Gironde in der Region Nouvelle-Aquitaine, wurde ursprünglich im 16. Jahrhundert errichtet und im 19. Jahrhundert verändert. Die dem Apostel Petrus geweihte Kirche liegt am östlichen Ortsrand inmitten des Friedhofs. 
Die im Flamboyantstil erbaute Kirche mit zwei Seitenschiffen besitzt eine halbrunde Apsis. Der Glockenturm auf rechteckigem Grundriss, der 1554 vollendet wurde, schließt mit einer reich skulptierten, polygonalen Spitze ab. 
Von der Kirchenausstattung ist ein Prozessionskreuz und eine polychrome Holzskulptur des Apostels Petrus aus dem 16. Jahrhundert erwähnenswert.